# فري دوس
يهدف مشروع فري دوس FreeDOS إلى إنشاء نظام دوس متوافق مع إم إس-دوس في البرامج والعتاد، هذا النظام يحتوي على ميزات غير موجوده في MS-DOS، الإصدار الرسمي هو 1. 0، هناك بعض الاوامر الموجودة في FreeDOS تعتبر أفضل من الموجودة في نظام MS-DOS، عموماً هناك العديد من الاوامر مفقوده أو بها ضعف في نظام FreeDOS، مترجم الاوامر الموجود في نظام FreeDOS يسمى فري دوس.

## مشروع OpenGEM
يهدف مشروع OpenGEM إلى توفير واجهه رسوميه (واجهة مستخدم رسومية) بدلاً من سطر الاوامر لجميع أنظمة DOS وليس لـ نظام FreeDOS فقط، واجهة OpenGEM مبنيه على FreeGEM والتي انطلقت في عام 1985، FreeGEM نسخه مفتوحة المصدر من GEM التي تخص شركة Digital Research، من سلبيات OpenGEM انها لا تدعم تعدد المهام.
OpenGEM حالياً متوفر على ثلاثة نماذج وهي :
OpenGEM Core : وهو نسخه صغيره من OpenGEM ويتطلب مساحه صغير لتثبيته، صمم هذا النموذج لكي يعمل على Intel 8086.
OpenGEM Complete : يأتي هذا النموذج مع جميع الملفات الموجودة في النموذج OpenGEM Core مع اضافات مثل (معالج نصوص، ادوات التصميم، متصفح إنترنت) وتطبيقات أخرى.
OpenGEM Experimental : هذا النموذج مشابه للنموذج OpenGEM Core ولكنه يزّود بخدمات مثل AES, VDI وغيرها.
OpenGEM تم تطويره في عام 2001 بواسطة موقع Shane Land واطلق تحت ترخيص GNU GPL، OpenGEM يعمل على FreeDOS، DR-DOS، MS-DOS وغيره.

## مشروع SEAL
يسعى كذلك مشروع SEAL لتوفير واجهه رسوميه (GUI) لأنظمة تشغيل DOS، يدعم هذا المشروع العديد من الميزات الاحترافيه، SEAL عباره عن مشروع مفتوح المصدر تحت رخصة GNU GPL.

## وصلات
http://www.freedos.org/ الموقع الرسمي لنظام FreeDOS
http://sealsystem.sourceforge.net/ موقع مشروع SEAL
http://www.gcfl.net/freedos/command.com/ موقع FreeCOM
http://gem.shaneland.co.uk/ موقع مشروع OpenGEM
http://fd-doc.sourceforge.net/wiki/ مشروع لكتابة مستندات تخص FreeDOS